# Contramaestre
Contramaestre ist ein Municipio in der Provinz Santiago de Cuba.

## Demografische Daten
Beim Census vom Jahre 2002 hatte das Municipio eine Bevölkerungszahl von 101.832 Einwohnern. Bei einer Grundfläche von 610 km² ergibt dies eine Bevölkerungsdichte von 166,9 Einwohnern je Quadratkilometer.